# Episodi di Becker (prima stagione)
La prima stagione della serie televisiva Becker, composta da 22 episodi, è andata in onda sul canale CBS dal 2 novembre 1998 al 17 maggio 1999. In Italia viene trasmessa dal 6 marzo 2006 su Paramount Comedy.
| nº | Titolo originale               | Titolo italiano                        | Prima TV USA     | Prima TV Italia |
| -- | ------------------------------ | -------------------------------------- | ---------------- | --------------- |
| 1  | Pilot                          | Il Dottor Becker                       | 2 novembre 1998  | 6 marzo 2006    |
| 2  | Take These Pills and Shove 'Em | Prenda queste pillole e se ne vada     | 9 novembre 1998  |                 |
| 3  | Sex in the Inner City          | Sesso in città                         | 16 novembre 1998 |                 |
| 4  | Tell Me Lies                   | Nient'altro che bugie                  | 30 novembre 1998 |                 |
| 5  | My Dinner With Becker          | A cena con Becker                      | 7 dicembre 1998  |                 |
| 6  | Man Plans, God Laughs          | L'uomo propone e Dio dispone           | 14 dicembre 1998 |                 |
| 7  | City Lights                    | Luci della città                       | 21 dicembre 1998 |                 |
| 8  | Physician, Heal Thyself        | Medico cura te stesso                  | 11 gennaio 1999  |                 |
| 9  | Choose Me                      | Scegli me                              | 18 gennaio 1999  |                 |
| 10 | P.C. World                     | Un mondo politicamente corretto        | 25 gennaio 1999  |                 |
| 11 | Scriptus Interruptus           | Articolo interrotto                    | 1º febbraio 1999 |                 |
| 12 | Love! Lies! Bleeding!          | La festa di San Valentino              | 8 febbraio 1999  |                 |
| 13 | Becker the Elder               | Il vecchio Becker                      | 15 febbraio 1999 |                 |
| 14 | Larry Spoke                    | Così parlò Larry                       | 22 febbraio 1999 |                 |
| 15 | Activate Your Choices          | Fate le vostre scelte                  | 1º marzo 1999    |                 |
| 16 | Limits and Boundaries          | Limiti e divieti                       | 8 marzo 1999     |                 |
| 17 | Partial Law                    | La legge non è uguale per tutti        | 5 aprile 1999    |                 |
| 18 | Saving Harvey Cohen            | Salviamo Harvey Cohen                  | 12 aprile 1999   |                 |
| 19 | Truth and Consequences         | La responsabilità delle proprie azioni | 19 aprile 1999   |                 |
| 20 | Drive, They Said               | Mi dai un passaggio                    | 3 maggio 1999    |                 |
| 21 | Lucky Day                      | Il mio giorno fortunato                | 10 maggio 1999   |                 |
| 22 | Regarding Reggie               | Solo e sempre Reggie                   | 17 maggio 1999   |                 |

## Il Dottor Becker
- Titolo originale: Pilot
- Diretto da: Andy Ackerman
- Scritto da: Dave Hackel

### Trama
- Guest star: Amy Aquin, Bill Capizzi, Michael Reid MacKay, Davenia McFadden, Robert Bailey Jr.

## Prenda queste pillole e se ne vada
- Titolo originale: Take These Pills and Shove 'Em
- Diretto da: Andy Ackerman
- Scritto da: Marsha Myers

### Trama
- Guest star: Peter Siragusa, Carol Ann Susi, James Lorinz, Lin Shaye

## Sesso in città
- Titolo originale: Sex in the Inner City
- Diretto da: Andy Ackerman
- Scritto da: David Isaacs

### Trama
- Guest star: Clayton Landey, Amy Hathaway, Debbie James, Valerie Ross, Richard Zavaglia, Robert Bailey Jr., James Lorinz

## Nient'altro che bugie
- Titolo originale: Tell Me Lies
- Diretto da: Andy Ackerman
- Scritto da: Russ Woody

### Trama
- Guest star: Noam Pitlik, Annie Wood, Eugene Lee

## A cena con Becker
- Titolo originale: My Dinner With Becker
- Diretto da: Lee Shallat Chemel
- Scritto da: Teresa O'Neill

### Trama
- Guest star: Brian Cousins, Sandra Guibord, Mary Gillis, J. P. Manoux, Thom Gossom Jr., Steve Hofvendahl

## L'uomo propone e Dio dispone
- Titolo originale: Man Plans, God Laughs
- Diretto da: Andy Ackerman
- Scritto da: Ian Gurvitz

### Trama
- Guest star: John Slattery, Marvin Kaplan, Peggy Miley

## Luci della città
- Titolo originale: City Lights
- Diretto da: Andy Ackerman
- Scritto da: Russ Woody

### Trama
- Guest star: Sebastian Tillinger, Darryl Theirse, Helen Greenberg, David Moreland, Wayne Alexander, Damon Standifer

## Medico cura te stesso
- Titolo originale: Physician, Heal Thyself
- Diretto da: Lee Shallat Chemel
- Scritto da: Ian Gurvitz

### Trama
- Guest star: John Cothran Jr., Paul Parducci, Dom Magwili, Roxanne Beckford

## Scegli me
- Titolo originale: Choose Me
- Diretto da: Andy Ackerman
- Scritto da: Marsha Myers

### Trama
- Guest star: Benjamin Ratner, Colleen Quinn, Daran Norris

## Un mondo politicamente corretto
- Titolo originale: P.C. World
- Diretto da: Jeff Melman
- Scritto da: Michael Markowitz

### Trama
- Guest star: Michael Markowitz, Robert Joy, Earl Billings, Camille Saviola, Suzanne Kent, Phil Nee, David Paul Francis, Damon Standifer

## Articolo interrotto
- Titolo originale: Scriptus Interruptus
- Diretto da: Andy Ackerman
- Scritto da: Ian Gurvitz

### Trama
- Guest star: Elya Baskin, Josie DiVincenzo, Kenna J. Ramsey, Vincent Guastaferro

## La festa di San Valentino
- Titolo originale: Love! Lies! Bleeding!
- Diretto da: Andy Ackerman
- Scritto da: Michael Markowitz

### Trama
- Guest star: Jodi Taffel, Josh Blake, Alicia Brandt, Anne Pitoniak, Johnny Venokur

## Il vecchio Becker
- Titolo originale: Becker the Elder
- Diretto da: Andy Ackerman
- Scritto da: Dave Hackel

### Trama
- Guest star: Dick Van Dyke, Jim Rash, Robert Arce, Lombardo Boyar, Darlene Kardon, Arturo Gil

## Così parlò Larry
- Titolo originale: Larry Spoke
- Diretto da: Andy Ackerman
- Scritto da: Russ Woody

### Trama
- Guest star: Steven Wright, Mary-Joan Negro, Nathan Davis, Melba Englander, Anthony Rosselli

## Fate le vostre scelte
- Titolo originale: Activate Your Choices
- Diretto da: Andy Ackerman
- Scritto da: David Isaacs

### Trama
- Guest star: Douglas Spain, Alice Krige, Jenny Gago, Diana C. Weng, Joseph Fuqua

## Limiti e divieti
- Titolo originale: Limits and Boundaries
- Diretto da: Lee Shallat Chemel
- Scritto da: Dave Hackel

### Trama
- Guest star: Derek Basco, Lauri Johnson, Davenia McFadden, Kyla Pratt, Sy Richardson, Robert Bailey Jr.

## La legge non è uguale per tutti
- Titolo originale: Partial Law
- Diretto da: Ken Levine
- Scritto da: Michael Markowitz

### Trama
- Guest star: Ashley Gardner, Marty Ryan, Connie Sawyer

## Salviamo Harvey Cohen
- Titolo originale: Saving Harvey Cohen
- Diretto da: Andy Ackerman
- Scritto da: Eric Cohen

### Trama
- Guest star: Lance Guest, Valerie Curtin, Christopher Michael Moore, Cleo King, Sheri Goldner

## La responsabilità delle proprie azioni
- Titolo originale: Truth and Consequences
- Diretto da: Leonard R. Garner Jr.
- Scritto da: Marsha Myers

### Trama
- Guest star: Richard Schiff, Marvin Kaplan, Melinda Gilb, Matt Battaglia

## Mi dai un passaggio
- Titolo originale: Drive, They Said
- Diretto da: Andy Ackerman
- Scritto da: Ken Levine e David Isaacs

### Trama
- Guest star: Ray Romano, Kevin James, Bill Cosby, Jonathan Nichols, Kevin Richardson, Peter Iacangelo, Scott Thompson Baker, Connie Sawyer

## Il mio giorno fortunato
- Titolo originale: Lucky Day
- Diretto da: Andy Ackerman
- Scritto da: Earl Pomerantz

### Trama
- Guest star: George Anthony Bell, Adam Bitterman, John David Conti, William Hill, Kaye Kittrell, Fran Montano, T.J. Thyne

## Solo e sempre Reggie
- Titolo originale: Regarding Reggie
- Diretto da: Andy Ackerman
- Scritto da: Russ Woody

### Trama
- Guest star: Elya Baskin, Annie Wood, Mark Davenport, Michael Charles Roman, Gretchen Storms, Jennifer McComb